# Willem van Genk
Willem van Genk est un peintre et sculpteur néerlandais d'art brut, né le 2 avril 1927 à Voorburg et mort le 12 mai 2005 à La Haye.

## Biographie
Willem van Genk perd sa mère à l’âge de cinq ans et connaît des problèmes de santé, souffrant notamment d'un déficit de concentration : il est plus enclin à dessiner qu'à étudier. Son père, un employé de bureau qui le bat régulièrement, l'inscrit dans une école technique. Willem la fréquente pendant deux ans, mais il finit par être placé dans un atelier pour handicapés mentaux. Il devient alors méfiant et angoissé. À la suite de perquisitions de la Gestapo au domicile familial, cet artiste développera une fascination secrète pour le pouvoir, allant de pair avec son horreur du fascisme.

## Œuvre
Willem van Genk est célèbre pour ses vues minutieuses de villes aux architectures élaborées, à partir d'une technique qui met en œuvre le dessin, la peinture, le découpage et le collage. Il se consacre également à l'élaboration de maquettes d'autobus composées de matériaux hétéroclites.
Son talent découvert, ses œuvres ont fait l'objet d'une exposition à la Collection de l'art brut de Lausanne (en 1986), où il est présenté depuis en permanence. Certaines de ses œuvres sont également présentées au LaM de Villeneuve-d'Ascq.

## Articles
- Joop Bromet en collaboration avec Nico van der Endt, Willem Van Genk, Lausanne, Collection de l'art brut, 1986Article dans L'Art brut N°14
- (en) Nico Van der Endt, The power of Willem Van Genk, Londres, Raw Vision N°3, 1990

Entretien avec Willem van Genk par Nico van der Endt, Les Fascicules de l'art brut, fascicule no 14, Lausanne, 1986.